# Оганесов Антон В'ячеславович
Антон В'ячеславович Оганесов (нар. 31 травня 1980, Степногорськ, Цілиноградська область, Казахська РСР) — український і казахський футболіст, нападник «Шляховика» (Олександрія), який виступає в чемпіонаті Кіровоградської області. Грав у вищій лізі Білорусі й Казахстану та нижчолігових командах України. Найкращий футболіст чемпіонату Черкащини 2012.

## Кар'єра
Виступи на дорослому рівні розпочав у 17-річному віці в команді першої ліги Білорусі «Ведрич-97» (Річиця, Гомельська область). За два роки там юнак забив 4 голи.
Із 1999 до 2001 року грав у команді «Торпедо-Кадіно» Могильов. Перші два роки клуб боровся за виживання у вищій лізі (другий рік — невдало), а 2001 року грав у першій лізі. У сезоні 2000, попри виліт команди з еліти, 21-літній Оганесов забив 8 м'ячів, поділивши звання найкращого бомбардира «Торпедо-Кадіно».
2001—2003 — виступи в Росії: «Краснознаменськ» (друга ліга), «Газовик-Газпром» Іжевськ (перша ліга), «Коломна» (третя ліга).
2004 року провів 2 матчі за «Ниву» Вінниця в першій лізі та 8 матчів (5 голів) за «Зірку» Кіровоград у другій лізі.
2005 року переїхав до Казахстану, де грав за вищолігові «Атирау», «Єсіль-Богатир» і «Окжетпес». Мало забивав у чемпіонаті, однак забив 4 голи (зробив гет-трик у 1/16 фіналу проти «Жамбила») в розіграші Кубка Казахстану 2005, де «Атирау» став півфіналістом.